# Kamayagoundanpatti
Kamayagoundanpatti é uma panchayat (vila) no distrito de Theni, no estado indiano de Tamil Nadu.

## Demografia
Segundo o censo de 2001,  Kamayagoundanpatti  tinha uma população de 12,165 habitantes. Os indivíduos do sexo masculino constituem 48% da população e os do sexo feminino 52%. Kamayagoundanpatti tem uma taxa de literacia de 61%, superior à média nacional de 59.5%: a literacia no sexo masculino é de 69% e no sexo feminino é de 54%. Em Kamayagoundanpatti, 11% da população está abaixo dos 6 anos de idade.